# Cladh Chlainn Iain

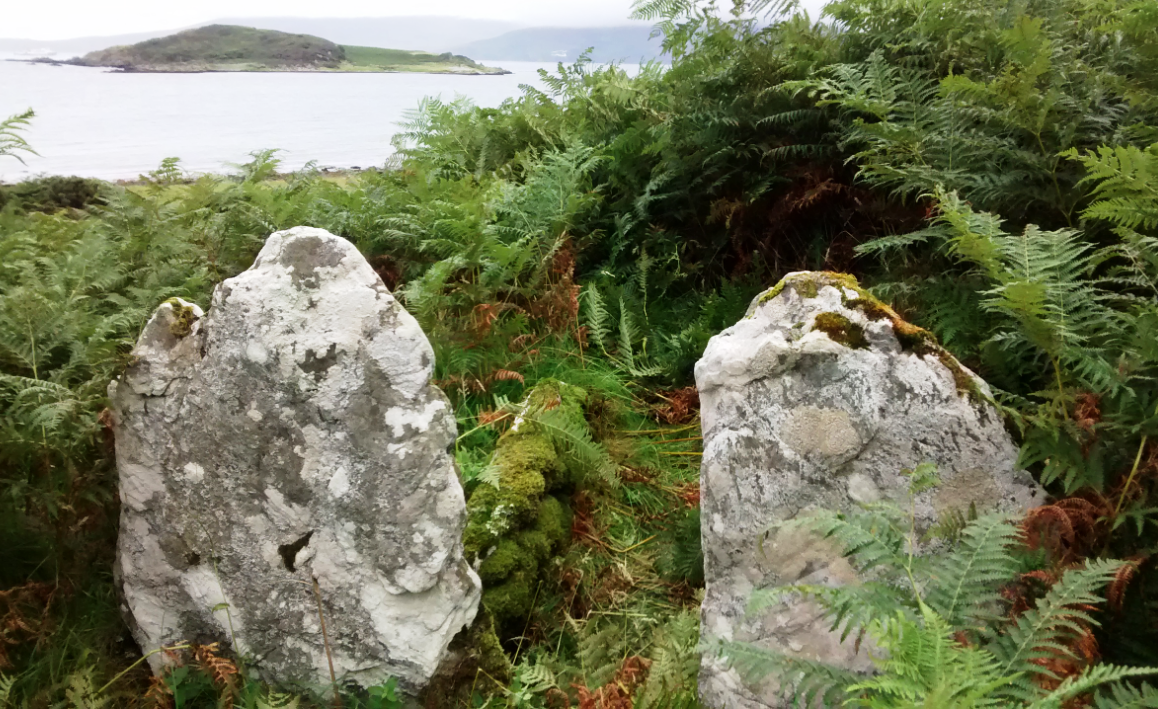
„Chambered Cairn“, Südküste der Insel Jura

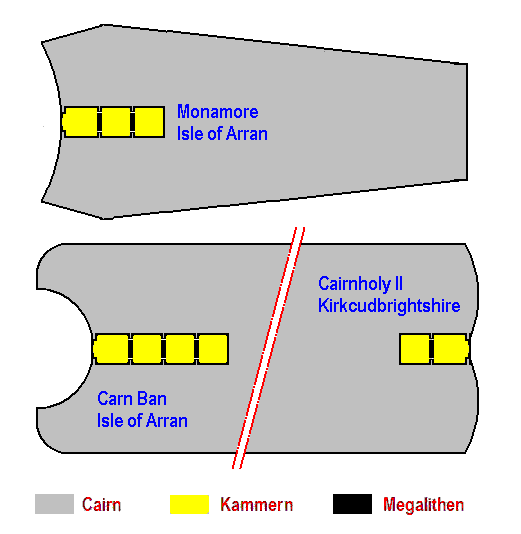
Anlagenformen des Clyde-Typs

Das kleine Clyde Tomb von Cladh Chlainn Iain (auch Chambered Cairn genannt) liegt direkt neben dem „Misty Pool“, in den ein Wasserfall mündet, an der Bucht Poll a’ Cheo an der Südküste der Hebrideninsel Jura in Schottland.
Es wurde stark gestört und das Steinmaterial des Steinhügels ist nahezu völlig abgetragen. Kennzeichen ist ein Steinpaar, das das Portal der Kammer gewesen zu sein scheint. Die Steine sind etwa einen Meter breit und hoch und stehen 65 cm auseinander. Ein kleiner Stein im Südosten ist der Rest einer schmalen Exedra. Die Südostseite der Kammer wird durch eine Platte markiert. 8,5 m hinter den Portalsteinen verläuft der das Ende der Anlage markierende Rand aus kleinsteinigem Trockenmauerwerk rechtwinkelig zur Achse der Kammer. An der Südecke steht ein Stein, der als Rest einer etwa quadratischen Kammer vermutlich eine sekundäre Funktion hatte.

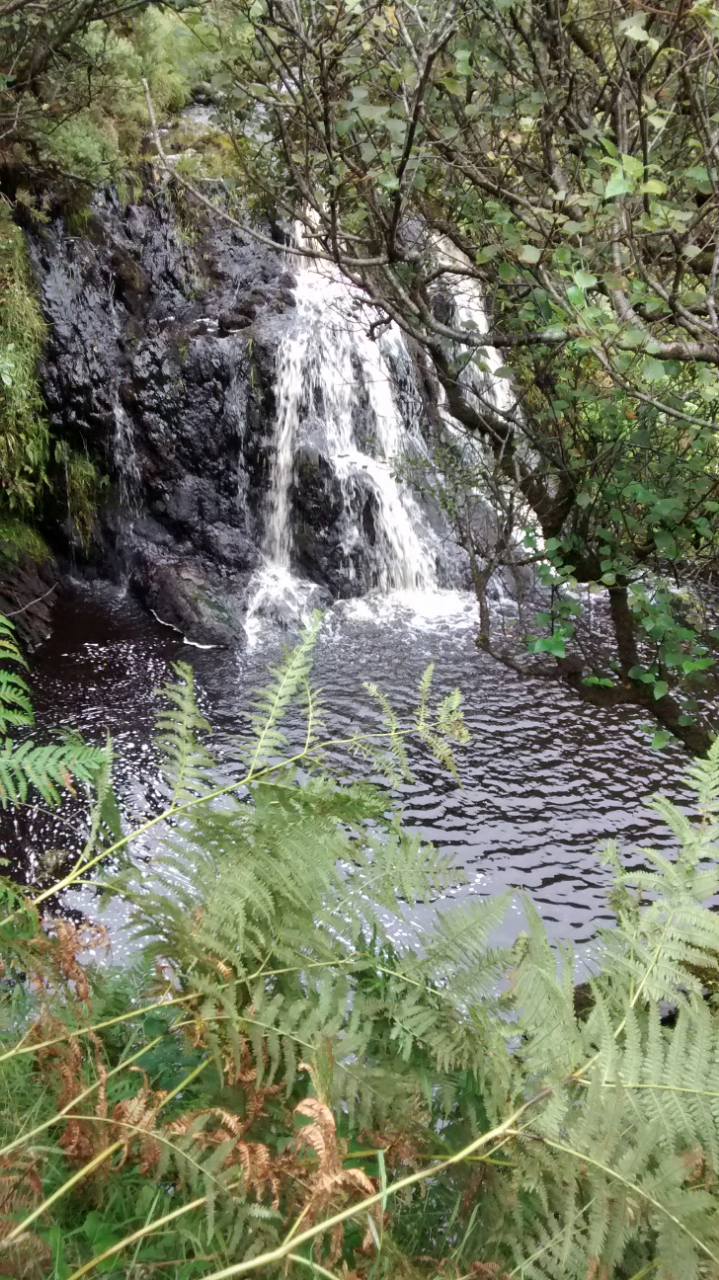
„Misty Pool“, Südküste der Insel Jura